# Florinda Bolkan

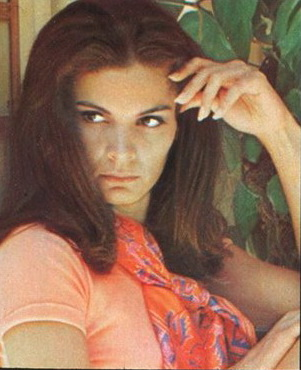
Florinda Bolkan (1970)

Florinda Bolkan (anhörenⓘ eigtl. Florinda Soares Bulcão; * 15. Februar 1941 in Uruburetama, Ceará) ist eine brasilianische Schauspielerin. Sie gilt als wesentliche und vielseitige Exponentin des italienischen Arthouse und Grindhouse-Kinos mit rauchiger Stimme und verführerischem Ambiente. 1971 und 1973 gewann sie den David di Donatello für die beste Schauspielerin.

## Leben
Florinda Bolkan ist die Tochter des Poeten, Journalisten und Politikers José Pedro Soares Bulcão (1873–1942), der von 1921 bis 1928 Abgeordneter des Parlaments von Ceará. Ihre Mutter Maria Hosana Sousa Bulcão, Soares Bulcãos zweite Frau, war indianischer Abstammung.
Bolkan musste früh für ihren eigenen Lebensunterhalt sorgen, arbeitete als Sekretärin und lernte Englisch und Französisch. Ursprünglich lebte sie in Fortaleza, zog aber später nach Rio de Janeiro und nahm eine Stellung als Fluginspektorin bei Varig an. 1963 besuchte sie London und Paris, wo sie Angebote als Model ausschlug, um nach Brasilien zurückzukehren. 1967 konnte sie dann in Rom von Luchino Visconti zum Modelling und zur Schauspielerei gebracht werden. Für ihre Filmkarriere legte sie sich den Namen „Florinda Bolkan“ zu. Ihre zwanzig Jahre anhaltende Beziehung mit der Schauspielerin und Produzentin Marina Cicogna half, dass sie schnell in Italien heimisch wurde.
Nach der ersten Rolle in Metti, una sera a cena (1968) fasste sie schnell Fuß im Filmgeschäft; ihr Entdecker besetzte sie im Jahr darauf. 1970 wirkte sie in einer Hauptrolle in Elio Petris Film Ermittlungen gegen einen über jeden Verdacht erhabenen Bürger, der 1970 den Großen Preis der Jury bei den Internationalen Filmfestspielen von Cannes erhielt und 1971 den Oscar als bester fremdsprachiger Film gewann. In den Jahren 1971, für Des Lebens Herrlichkeit und 1973, für Liebe Eltern gewann sie den David di Donatello, den bedeutendsten italienischen Filmpreis, als beste Hauptdarstellerin. Bolkan spielte in künstlerisch beachtlichen Filmen ebenso wie in Exploitation-Ware und 1978 in einer US-amerikanischen Fernsehserie. Eine Zeit lang lebte sie auch in Amerika, bevor sie nach Italien zurückkehrte, wo sie vornehmlich im Theater wirkte.
Mit der Teilnahme an der Serie Allein gegen die Mafia wurde sie einer neuen Generation bekannt; weiter spielte sie auf italienischen Bühnen und im Fernsehen bis ins neue Jahrtausend. 2000 produzierte sie den selbstgeschriebenen Film I didn't know Tururu, in dem sie auch die Hauptrolle übernahm und Regie führte. Der Film gewann etliche Preise.
Daneben hat Bolkan ein Kochbuch veröffentlicht und leitet eine Hilfsorganisation für Kinder. Sie lebt dieser Tage in einem Bauernhaus im ländlichen Bracciano nördlich von Rom.
Bolkans Halbschwester, das Modell Sônia Ribeiro (1950–2017; aus zweiter Ehe der Mutter) war von 1972 bis zu ihrem Tod mit Willy Bogner junior verheiratet, einem vormaligen Skirennläufer, Filmschaffenden und Erben des deutschen Modeunternehmens Bogner.

## Filmografie (Auswahl)
- 1968: Una ragazza piuttosto complicata
- 1968: Candy
- 1968: Die Unschlagbaren (Gli intoccabili)
- 1969: Die Klette (Un detective)
- 1969: Metti, una sera a cena
- 1969: Die Verdammten (La caduta degli dei)
- 1970: Ermittlungen gegen einen über jeden Verdacht erhabenen Bürger (Indagine su un cittadino al di sopra di ogni sospetto)
- 1970: Das Gesetz des Schweigens (E venne il giorno dei limoni neri)
- 1970: Des Lebens Herrlichkeit (Anonimo veneziano)
- 1971: Das vergessene Tal (The Last Valley)
- 1972: Ein achtbarer Mann (Un uomo da rispettare)
- 1972: Quäle nie ein Kind zum Scherz (Non si sevizia un paperino)
- 1972: Das Recht zu lieben (Le Droit d’aimer)
- 1973: Ein kurzer Urlaub (Una breve vacanza)
- 1973: Liebe Eltern (Cari genitori)
- 1974: Das wilde Schaf (Le Mouton enragé)
- 1974: Castigata – Die Gezüchtigte (Flavia, la monaca musulmana)
- 1975: Royal Flash (Royal Flash)
- 1975: Spuren auf dem Mond (Le orme)
- 1975: Der Tag, der die Welt veränderte (Sarajevski atentat)
- 1976: Die Wölfin vom Teufelsmoor
- 1978: Manaos – Die Sklaventreiber vom Amazonas (Manaos)
- 1978: Junge Mädchen zur Liebe gezwungen (La settima donna)
- 1984–1985: Allein gegen die Mafia (La piovra)
- 1985: Der Käfig (La gabbia)
- 1988: Gefangen in Rio (Prisoner of Rio)
- 1990: Der Erfolg ihres Lebens (Mademoiselle Ardel) (Fernsehfilm)
- 1992: Dornen der Liebe (Missione d’amore) (Fernsehfilm)
- 1993: Die Blondine in schwarz (Cherchez la femme)
- 1995: Allein gegen die Mafia, Staffel 7 (La piovra 7: Indagine sulla morte del commissario Cattani)
- 1998: Alice auf der Flucht (Fernseh-Miniserie)
- 1998: Bela Donna
- 2000: Eu não conhecia Tururu
- 2009: Boogie Woogie